# Nagyon nagy tömegű fekete lyuk

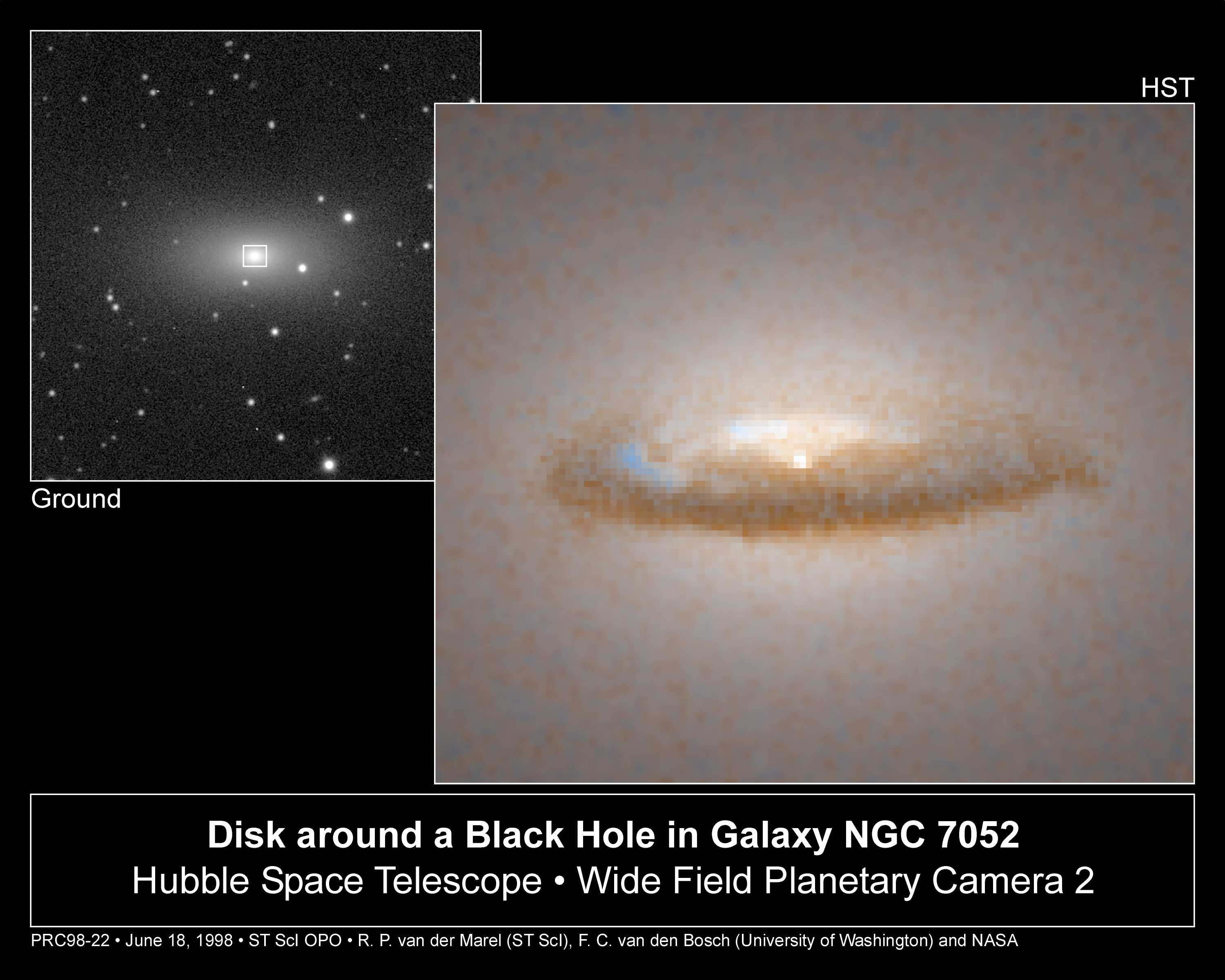
Az NGC 7052 elliptikus galaxis középpontjában lévő, 300 millió naptömegű, nagyon nagy tömegű fekete lyuk és a körülötte lévő akkréciós korong a Hubble űrtávcső felvételén

A nagyon nagy tömegű (szupernagy vagy szupermasszív) fekete lyukak a fekete lyukak legnehezebb ismert képviselői, tömegük százezer és tízmilliárd naptömeg között van. A legtöbb – ha nem az összes – galaxis magjában ilyen égitest van.
Az első ilyen fekete lyuk közvetlen megfigyelésére 2017 áprilisában került sor, ez a Messier 87 galaxis központjában lévő fekete lyukról készült. Tömegükre a körülöttük keringő anyag (csillagok és csillagközi anyag) keringési sebességéből következtetünk. Folyamatosan, de nagyon változó intenzitással nyelik el a körülöttük akkréciós korong formájában keringő anyagot, egy részét a korong síkjára merőleges relativisztikus jetek formájában kilövik a csillagközi térbe. Napjainkban a galaxisok magjában lévő nagyon nagy tömegű fekete lyukak nagy része (így Tejútrendszerünké, melynek tömege mintegy 4 millió naptömeg is) nyugalmi állapotban van, kevés anyag áramlik beléjük. Ha a beáramló anyag mennyisége megnövekszik (például két galaxis ütközésekor), az akkréciós korong felforrósodik, és az energiafelesleg egy részét elektromágneses sugárzás formájában bocsátja ki. Ilyenkor aktív galaxismagról beszélünk.

## Fejlődése
A szupernehéz fekete lyukak fejlődése szorosan összefügg az őket körülvevő galaxis fejlődésével és szerkezetével. Tömegük és a gazdagalaxis központi dudora között nagyon szoros összefüggés van, amit az M-szigma függvény ír le. Legújabban megmutatták, hogy a spirálgalaxisok spirálkarjainak feltekeredettségi szöge összefüggésben van a központi fekete lyuk tömegével.

## Tömege
A szupernehéz fekete lyukak tömegének valószínűleg van felső határa, elegendően nagy objektumnál ugyanis az akkréciós korong formájában belehulló anyag annyira felhevül, hogy saját sugárzásának nyomása szétfújja az anyag utánpótlását, így a tömegbefogási folyamat leáll. Ezen elméleti megfontolások alapján az így kialakuló fekete lyukak maximális tömege 50 milliárd naptömeg. Az ismert fekete lyukak közül a viszonylag közeli Messier 87 galaxis középpontjában 3 milliárd naptömegű fekete lyuk van (újabb számítások szerint ennek tömege a Napénak akár 6,4 milliárdszorosa is lehet)
. A legnagyobb, eddig megismert fekete lyuk jelenleg a Coma-halmazban található 21 milliárd M☉ óriás.